# Гадсон Максим
Гадсон Максим (Hudson Maxim; 3 лютого 1853 — 6 травня 1927) — американський винахідник і хімік, який винайшов різноманітні вибухові речовини, включаючи бездимний порох. Томас Едісон називав його «найуніверсальнішою людиною в Америці».  Він був братом Гайрема Максима, винахідника кулемета Максима, і дядьком Гайрема Персі Максима, винахідника радіоглушника Максима .

## Біографія
Народився 1853 року в Мені. Максим розпочав свою кар'єру у 1881 році, видавши книгу «Справжня робота з ручкою — інструктор з письма» (Real Pen Work — Self Instructor in Penmanship), присвячену мистецтву каліграфії та письма. Також був продавцем спеціальних чорнил, ручок та інших матеріалів, пов'язаних із написанням. Пізніше він влаштувався до майстерні свого брата Гайрема Стівенса Максима у Великій Британії, де вони обоє працювали над удосконаленням бездимного пороху. Після деяких суперечок Гадсон повернувся до США і розробив ряд стабільних вибухових пристроїв, права на які були продані компанії DuPont.
Максим написав книгу «Беззахисна Америка», видану в 1912 році, в якій вказав на неповноцінність американської оборонної системи та вразливість країни перед нападами іноземних агресорів. У той час армія Сполучених Штатів, за словами Максима, мала загальну чисельність 81 000 осіб, з яких 29 000 були призначені для комплектування берегових артилерійських батарей у великих портах. Це пояснює необхідність для Сполучених Штатів використовувати війська Національної гвардії у своїй кампанії проти Мексики в 1916 році. Книга була перевидана в 1916 році після того, як його добрий друг, письменник Елберт Габбард, загинув на лайнері Лузітанія після торпедування німецьким підводним човном. Ця подія підживила його віру в те, що США повинні покращити свою обороноздатність і вступити у війну проти Німеччини на боці Антанти .
Максим написав також книгу «Наука про поезію і філософія мови» про природу і написання віршів. У цій роботі він стверджував, що слова, як і хімічні частинки, мають природні закони, які регулюють способи, якими слова можуть бути об'єднані у вірші, і що поезія, яка відповідає тим законам, має високу якість. Він стверджував, що деякі відомі поети (Вільям Шекспір, Вільям Вордсворт) відкрили ці закони і використали їх у своїй поезії.
У 1894 році під час проведення експериментів він втратив ліву руку в результаті вибуху гримучої ртуті.
Протягом останніх 25 років свого життя Максим більшу частину часу проводив у своєму будинку на березі озера Гопатконг, штат Нью-Джерсі. Він був чудовим промоутером і прихильником розвитку озера Гопатконг і боро Гопатконг. За це вшанований меморіалами в державному парку Гопатконг і парку Максима Глена в боро Гопатконг. Він багато говорив і писав на багато тем — від його опозиції до побудови каналу Морріса до його любові до поезії та боксу.
Максим виступав у ролі Нептуна протягом перших двох років конкурсу «Міс Америка» в 1921 та 1922 роках, прибувши на великому поплавку і вручивши трофей переможниці.
Він був важливим членом Колегії стипендіатів Академії Націй.